# Lưới trời (phim 2020)
Lưới trời là một bộ phim truyền hình thực hiện bởi Đài Phát thanh - Truyền hình Vĩnh Long do Nguyễn Phương Điền làm đạo diễn. Phim phát sóng vào lúc 21h30 thứ 2, 3 hàng tuần bắt đầu từ ngày 4 tháng 10 năm 2021 và kết thúc vào ngày 31 tháng 10 năm 2022 trên kênh THVL1.

## Nội dung
Lưới trời xoay quanh nhân vật nữ chính là Hạnh (Nhật Kim Anh). Hạnh từng có một tình yêu rất đẹp Hoàng Hải (Trung Dũng), nhưng khi gần tới ngày sinh nở, cô bị vợ chính thức của Hải đánh ghen, phải về quê nương náu với người anh là ông Hai Tâm. Sốc vì chuyện tình cảm, vì bị đánh ghen, vì chị dâu nặng nhẹ, cuối cùng dẫn đến chuyện Hạnh bị bất ổn tinh thần. Sau khi sinh con, Hạnh bỏ đi trong vô thức và để lại con cho anh chị nuôi...

## Diễn viên
- Nhật Kim Anh trong vai Út Hạnh[7]
- Trung Dũng trong vai Hoàng Hải[8]
- Khương Thịnh trong vai Hai Tâm
- Thân Thúy Hà trong vai Bà Tím
- Vũ Ngọc Ánh trong vai Nga
- Lê Anh Huy trong vai Bác sĩ Dũng
- Bích Ngọc trong vai Mỹ Tiên
- Lê Hạ Anh trong vai Mỹ Tú
- Thanh Duy trong vai Khang
- Tim trong vai Thắng
- Kim Phương trong vai Bà Hai
- Bích Hằng trong vai Bà Lành
- Xuân Hiệp trong vai Ông Minh
- Tấn Thi trong vai Ông Kiên
- Ngọc Hạnh trong vai Bà Kiên
- Hồ Giang Bảo Sơn trong vai Long
- Hải Lý trong vai Bà Phấn
- Nguyễn Văn Chung trong vai Ông Đằng
- Bích Trâm trong vai Bà Đằng
- Hồng Tài trong vai Quang Tailor
- Quốc Tân trong vai Ông Tỵ
- Kim Xuân trong vai Diễm

Cùng một số diễn viên khác....

## Nhạc phim
- Hoa trôi giữa dòng

Sáng tác: Khánh Đơn
Thể hiện: Nhật Kim Anh
- Duyên lỡ[9]

Sáng tác: Phạm Hồng Biển
Thể hiện: Hồ Trung Dũng

## Giải thưởng
| Năm  | Giải thưởng                                | Hạng mục         | (Người) đề cử | Kết quả  | Tham khảo |
| ---- | ------------------------------------------ | ---------------- | ------------- | -------- | --------- |
| 2023 | Liên hoan Truyền hình Toàn quốc lần thứ 41 | Phim truyền hình | —             | Giải Bạc | [ 10 ]    |